# Saturnia saturatior
Saturnia saturatior är en fjärilsart som beskrevs av Schultz. Saturnia saturatior ingår i släktet Saturnia och familjen påfågelsspinnare. Inga underarter finns listade.